# Medway (Massachusetts)
Medway é uma vila localizada no condado de Norfolk no estado estadounidense de Massachusetts.

## Demografia
Segundo o censo norte-americano de 2010, a cidade tinha uma população de 12 752 habitantes. Em 1 de julho de 2018, a população da cidade foi estimada de 13 427 habitantes.

## Geografia
De acordo com o United States Census Bureau, a cidade tem uma área total de 29,9 km2 dos quais 29,7 estão cobertos por por terra e 0,2 km2. Medway localiza-se a aproximadamente 61 metros acima do nível do mar.